# Tichitt
Tichitt (Taschelhit ⵜⵉⵛⵉⵜ Ticit; arabisch تيشيت, DMG Tīšīt) auch Tichit, Tichite; ist eine alte Oasenstadt in der Region Tagant am Fuße des Tagant-Plateaus im östlichen Mauretanien.
Der Ort liegt etwa 250 Kilometer östlich von Tidjikja, mit dem es durch eine Piste verbunden ist. Er wurde etwa 1150 gegründet, war im 17. Jahrhundert das Handelszentrum von Tagant und ist für seine traditionellen Steinhäuser bekannt. Die Haupterwerbsquelle ist der Dattelanbau, es gibt auch ein kleines Museum.
Die Stadt ist seit 1996 zusammen mit drei weiteren mauretanischen Karawanenstädten, Ouadane, Chinguetti und Oualata, aufgrund ihrer Ksur zur Stätte des UNESCO-Weltkulturerbes erklärt.
Südöstlich der Stadt liegt der Flugplatz Tichitt.
Etwa acht Kilometer östlich der Oasenstadt liegt die neolithische Stätte Dar Tichitt.

## Bevölkerung
Die Bevölkerungszahl der Gemeinde hat in den Jahren von 2000 bis 2023 von 3158 auf 3331 Einwohner zugenommen. Der Hauptort selbst hat 1891 Einwohner (2023).